# Sound of Metal
Sound of Metal (mesmo título em Portugal; bra: O Som do Silêncio) é um filme de drama estadunidense de 2019 dirigido e co-escrito por Darius Marder e estrelado por Riz Ahmed, Olivia Cooke, Paul Raci, Lauren Ridloff e Mathieu Amalric. Conta a história de um baterista que sofre de uma perda auditiva subita.
O filme teve sua estreia mundial no programa Platform Prize no Festival Internacional de Cinema de Toronto em 6 de setembro de 2019. Foi lançado nos cinemas em 20 de novembro de 2020 e transmitido no Prime Video em 4 de dezembro de 2020.

## Elenco
- Riz Ahmed como Ruben Stone
- Olivia Cooke como Lou
- Paul Raci como Joe
- Lauren Ridloff como Diane
- Mathieu Amalric como Richard Berger

## Recepção
No Rotten Tomatoes, o filme mantém um índice de aprovação de 97% com base em 96 comentários, com uma média ponderada de 8,1/10. O consenso dos críticos do site diz: "Um olhar evocativo sobre as experiências da comunidade surda, Sound of Metal ganha vida com a performance apaixonada de Riz Ahmed". No Metacritic, o filme tem uma pontuação média de 82 em 100, com base em 23 críticas, indicando "aclamação universal".

## Prêmios e indicações
O filme recebeu seis indicações ao Oscar 2021, incluindo Melhor Filme, Melhor Ator (Riz Ahmed), Melhor Ator Coadjuvante (Paul Raci) e Melhor Roteiro Original.
Ganhou os prêmios de Melhor Som e Melhor Edição.